# EHF-Europapokal der Pokalsieger der Frauen 1980/81
Der Europapokal der Pokalsieger der Frauen 1980/81 war die 5. Auflage des Wettbewerbes, an der 16 Handball-Vereinsmannschaften aus 16 Ländern teilnahmen. Diese qualifizierten sich in der vorangegangenen Saison in ihren Heimatländern im Pokalwettbewerb für den Europapokal. Im Finale errang der ungarische Verein Spartacus Budapest gegen RK Bane Sekulić Sombor den Pokal.

## Achtelfinale
|                           | Gesamt |                     | Hinspiel | Rückspiel |
| ------------------------- | ------ | ------------------- | -------- | --------- |
| Start Bratislava          | 28:31  | Spartacus Budapest  | 13:11    | 15:20     |
| Sportist Kremikovtzi      | 54:20  | GS Romano           | 31:60    | 23:14     |
| WAT Fünfhaus Wien         | 17:25  | SEW Hoorn           | 09:11    | 08:14     |
| TuS Metzingen             | 21:30  | AIA Tranbjerg       | 10:14    | 11:16     |
| ASK Vorwärts Frankfurt/O. | 20:19  | Rostselmasch Rostow | 12:80    | 08:11     |
| RK Bane Sekulić Sombor    | 48:22  | ATV Basel-Stadt     | 24:11    | 24:11     |
| Nordstrand IF             | 25:32  | Irsta HF            | 09:13    | 16:19     |
| PLM Conflans              | 45:22  | Avanti Lebbeke      | 20:10    | 25:12     |

## Viertelfinale
|                           | Gesamt |                        | Hinspiel | Rückspiel |
| ------------------------- | ------ | ---------------------- | -------- | --------- |
| ASK Vorwärts Frankfurt/O. | 27:28  | Spartacus Budapest     | 15:11    | 12:17     |
| Irsta HF                  | 36:28  | PLM Conflans           | 19:13    | 17:15     |
| AIA Tranbjerg             | 22:29  | RK Bane Sekulić Sombor | 10:15    | 12:14     |
| Sportist Kremikovtzi      | 36:23  | SEW Hoorn              | 17:60    | 19:17     |

## Halbfinale
|                        | Gesamt |                      | Hinspiel | Rückspiel |
| ---------------------- | ------ | -------------------- | -------- | --------- |
| Spartacus Budapest     | 43:34  | Sportist Kremikovtzi | 27:21    | 16:13     |
| RK Bane Sekulić Sombor | 45:30  | Irsta HF             | 25:14    | 20:16     |

## Finale
Das Hinspiel fand am 12. April 1981 in Sombor und das Rückspiel am 26. April 1981 in Budapest statt.
|                        | Gesamt |                    | Hinspiel | Rückspiel |
| ---------------------- | ------ | ------------------ | -------- | --------- |
| RK Bane Sekulić Sombor | 34:40  | Spartacus Budapest | 17:18    | 17:22     |